# Otto Wagner (architekt)
Otto Koloman Wagner (ur. 13 lipca 1841 w Penzing pod Wiedniem, zm. 11 kwietnia 1918 w Wiedniu) – czołowy austriacki architekt i urbanista okresu secesji i początków modernizmu, lider stowarzyszenia Secesja Wiedeńska, profesor Akademii Sztuk Pięknych w Wiedniu.

## Życiorys
Otrzymał staranne wykształcenie. Ukończył dwie klasy wiedeńskiego gimnazjum akademickiego (1852) a następnie szkołę opactwa benedyktynów w Kremsmünster w Górnej Austrii (1856). Na Politechnice Wiedeńskiej po zdaniu matury (1857) studiował matematykę, fizykę, pomiary geometryczne, technologię i rysunek (1857-1859). Studia uzupełniał u asystenta Karla Friedricha Schinkla – Carla Ferdinanda Bussego w królewskiej Berlińskiej Akademii Budownictwa (1860-1861), a następnie w Akademii Sztuk Pięknych w Wiedniu (1861-1862). Był tam uczniem Augusta Sicarda von Sicardsburg i Eduarda van der Nülla.
Bardzo uzdolniony, mając 21 lat w 1862 rozpoczął pracę w zespole Ludwiga von Förstersa (1797–1863). Po jego śmierci prowadził samodzielną pracownię architektoniczną projektując w duchu historyzmu w stylu neorenesansowym. Był także budowniczym realizującym projekty architektoniczne Heinricha von Förstera, Emila von Förstera i Theophila von Hansena. W latach 70. i 80. XIX wieku zrealizował szereg willi i budynków mieszkalnych w Wiedniu a także w innych miastach monarchii habsburskiej. Jego najważniejszym projektem z tego okresu jest synagoga w Budapeszcie (1871-1872). Uczestniczył wówczas w wielu konkurach architektonicznych, w tym organizowanych przez dwór cesarski.
Jest uważany za jednego z najważniejszych pionierów wczesnego modernizmu, zarówno jako autor licznych projektów  architektonicznych, jak i tekstów teoretycznych. Jego odchodzenie od historyzmu rozpoczęło się już w latach 80. XIX wieku, kiedy zaczął stosować bardziej swobodne podejście do jego form a także konstrukcji budynków. M.in. w pierwszym znaczącym wybudowanych w latach 1882-1884 przez Wagnera budynku publicznym Österreichische Länderbank przy Hohenstaufengasse 3. zaaranżował pokoje w zgiętej osi – z okrągłym, szklanym dachem pełniącym funkcję zawiasu – i tym samym stworzył jeden z najbardziej innowacyjnych budynków biurowych swoich czasów. W latach 1885–1886 zbudował dla siebie i ukochanej żony Louise pierwszą willę na przedmieściu Wiednia w Penzing. Jej wymiary i wyposażenie w istocie przypominały pałacyk. W 1905 sprzedał ten obiekt i na sąsiedniej nieruchomości zbudował mniejszą drugą willę. Zmiana jego języka formalnego jego projektów stała się już bardziej widoczna w budynku mieszkalnym  zbudowanym około 1887 przy Universitätsstrasse 12 w którym odszedł od obowiązującego dotąd  rygorystycznego rytmu z wydłużonymi osiami okien i płaskimi listwami pilastrowymi, a także ograniczył wystrój zewnętrzny.
Po 1893 stał się jednym z najwybitniejszych przedstawicieli nowego kierunku w architekturze i sztuce – secesji i modernizmu. W swojej książce „Nowoczesna architektura”, wydanej w 1895 za Georgiem Semperem głosił konieczność uniezależnienia się od wzorców przeszłości. Propagował m.in. stosowanie prostych układów horyzontalnych, płaskich dachów i eliminację ozdób, podporządkowując w swoich dziełach dekorację konstrukcji i materiałowi. Wagner doceniał znaczenie nowych materiałów, np. żelazo, w którym widział duże możliwości w architekturze, której przyszłość widział w prostych elementach belek i słupów, w wielkich płaszczyznach ścian. To zerwanie z dotychczasowymi kategoriami estetycznymi XIX wieku wynikały w dużej mierze z podejmowanych przez niego nowych zadań architektonicznych takich jak domy towarowe, dworce kolejowe, fabryki, a przede wszystkim budowy wiedeńskiej kolejki miejskiej Stadtbahn (1894–1901) i rozbudowy nabrzeży na kanale Dunaju(1898-1908). Najlepszym przykładem przemiany stylowej Wagnera jest Pocztowa Kasa Oszczędności w Wiedniu, której wielka hala zwraca uwagę swoją prostotą i nowoczesnością z widocznymi stalowymi filarami i belkami, gładkimi powierzchniami ścian bez ozdób i jasnym szklanym sklepieniem na konstrukcji aluminiowej. W latach 1899–1905 był członkiem Secesji Wiedeńskiej, jej najbardziej charyzmatyczną postacią i liderem. W jego skład weszli także jego najbardziej utalentowani studenci i współpracownicy, tacy jak Joseph Maria Olbrich i Josef Hoffman. Starał się realizować ideę jedności architektury wielokrotnie projektując wyposażenie wnętrz i meble – zwłaszcza własnych mieszkań, m.in. w Wiedniu przy Köstlergasse 1-3, a także w dwóch kamienicach w Wiedniu, przy ul  Wienzeile 38-40. Podobnie postąpił także przy projektowaniu wnętrz kościoła szpitalnego św. Leopolda w Steinhof. W tym ostatnim chciał połączyć wymogi estetyki modernistycznej z tradycją budownictwa kościelnego, za co spotkał się z krytyką bardziej zachowawczych kręgów społeczności wiedeńskiej.
Był także znaczącym urbanistą. Jego pierwszą znaczącą pracą w tym zakresie było powstałe jeszcze w związku z historyczną tradycją duże studium urbanistyczne dla dzielnicy muzealnej „Artibus” (1880) które spotkała się z dużym uznaniem w kręgach projektantów i architektów. Jego oryginalnym wkładem w rozwój modernistycznej urbanistyki stał się przedstawiony na konkursie w 1893 ogólny plan Wiednia. Opierając się na założeniu nieustannie rozwijającego się miasta, Wagner widział rozwiązanie w stworzeniu klarownego układu linii ulic, z dominacją centrum miasta i stworzeniem jego obwodnicy. Zdecydowanie sprzeciwiał się lansowanej przez  innych współczesnych urbanistów, takich jak Camillo Sitte czy Karl Henric koncepcji „malowniczego” krajobrazu miasta  i opowiedział się za budową głównych osi miasta. W swoim studium „Die Großstadt” (1911) opowiadał się także za zagospodarowaniem lewego brzegu Dunaju, co zostało zrealizowane dopiero w latach 60. i 70. XX wieku.
Był także wykładowcą akademickim – profesorem od 1913 profesorem honorowym Akademii Sztuk Pięknych w Wiedniu (1894-1915). Zastąpił na tym stanowisku Carla Hasenauera. W latach 1911–1912 był także prorektorem Akademii Sztuk Pięknych. Współpracował z czasopismem „Hohe Warte” (1904-1907). Ze względu na autorytet, wynikający z jego zrealizowanych prac a także publikacji, jako nauczyciel przyciągnął najbardziej kreatywne umysły z Wiednia i krajów Austro-Węgier. Wielu z nich należało później do czołowych architektów swoich czasów, byli także Jan Kotera, Jože Plečnik, Max Fabiani, Josef Hoffmann założycielami  narodowych szkół architektury. Do jego uczniów zaliczali się także m.in.: Koloman Moser, Joseph Maria Olbrich, Rudolf Schindler, Friedrich Ohmann, Hans Mayr, Karl Ehn, Pavel Janák i Josef Chochol. W okresie międzywojennym wielu jego uczniów było realizatorami programu budowy nowych dzielnic mieszkalnych „Czerwony Wiedeń”. Pracownicy biura planowania miasta Karl Ehn, Engelbert Mang i Hans Pfann, a także zaangażowani przez Hubert Gessner i Rudolf Perco byli zaangażowani w budowie monumentalnego „Volkswohnpaläste”.

## Główne dzieła
okres historyzmu i odchodzenia od niego
- Teatr Muzyczny (Harmonietheater) w Wiedniu, Wasagasse 33 (1864-1865 – nieistniejąca)
- Synagoga w Budapeszcie, ul. Rumbach (1869-1872)
- Kolumnada Franciszka Józefa na Praterze (Franz Josefs-Säule auf dem Praterster) w Wiedniu (1889 – nieistniejąca)
- Krypta rodziny Wagnerów na Hietzinger Friedhof (1881)
- Bank Krajowy (Länderbank), w Wiedniu, Hohenstaufengasse 3 (1883-1884)
- pierwsza własna willa (Willa Wagner I) w Wiedniu, Hüttelbergstraße 14 (1885-1886)
- kaplica św. Jana Nepomucena (Johanneskapelle), Wiedeń, Währinger Gürtel 88 (1895-1896)

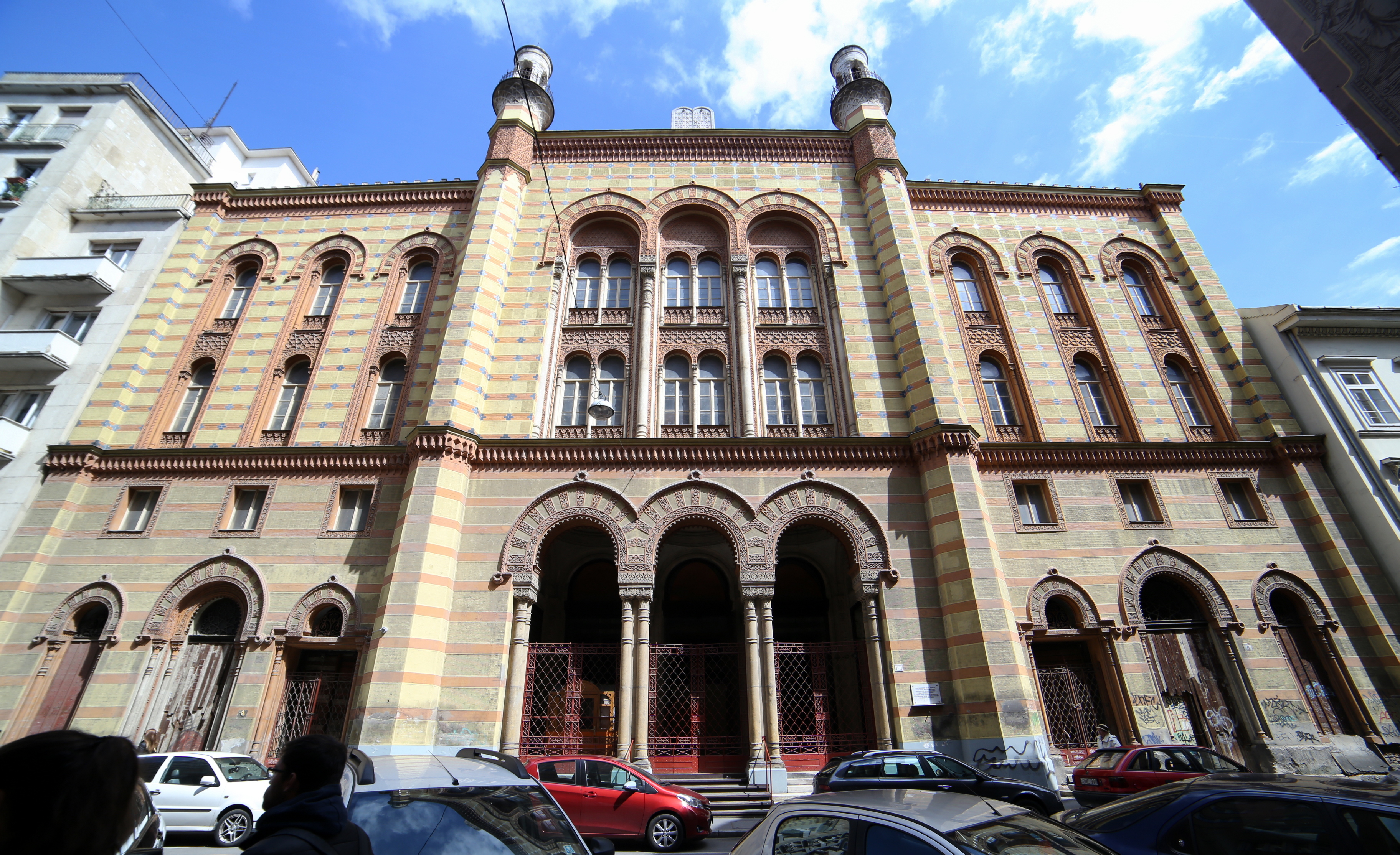
Synagoga w Budapeszcie – fasada
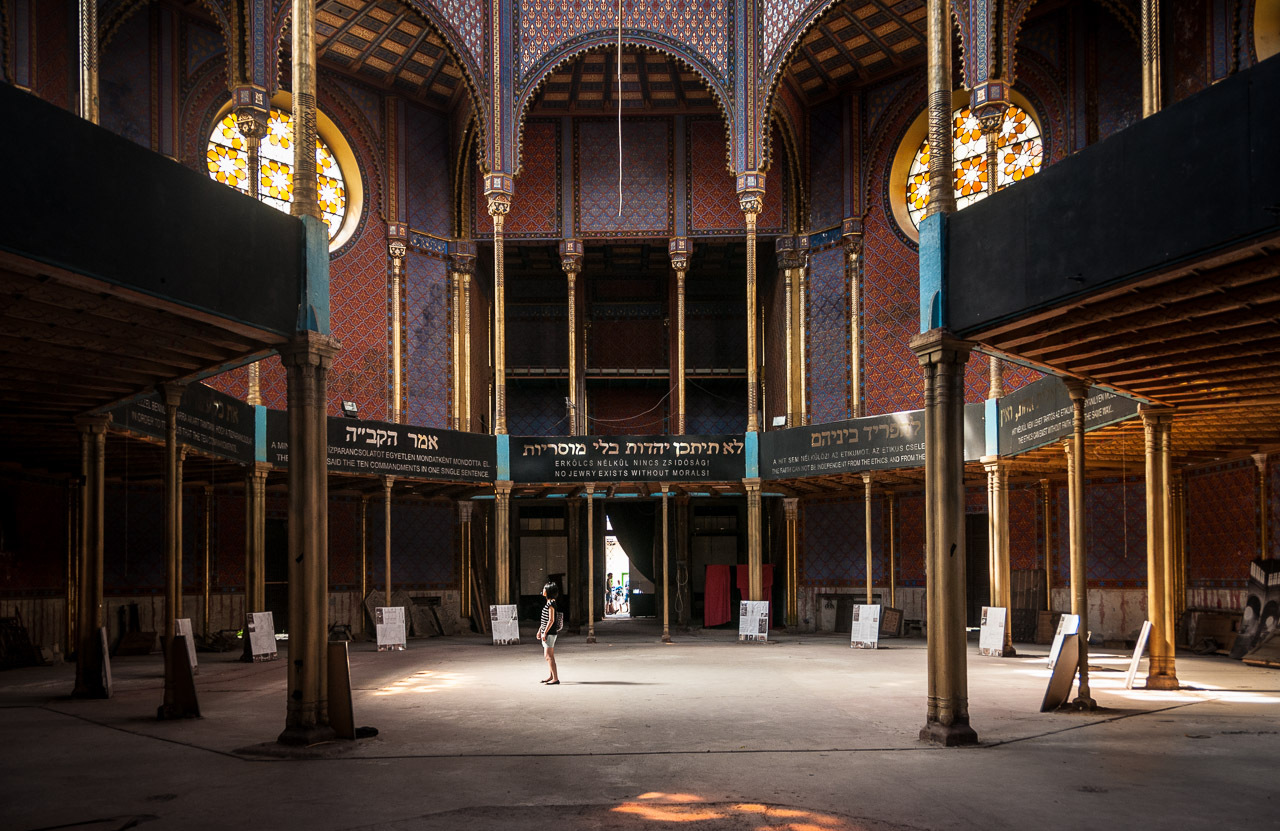
Synagoga w Budapeszcie – wnętrze
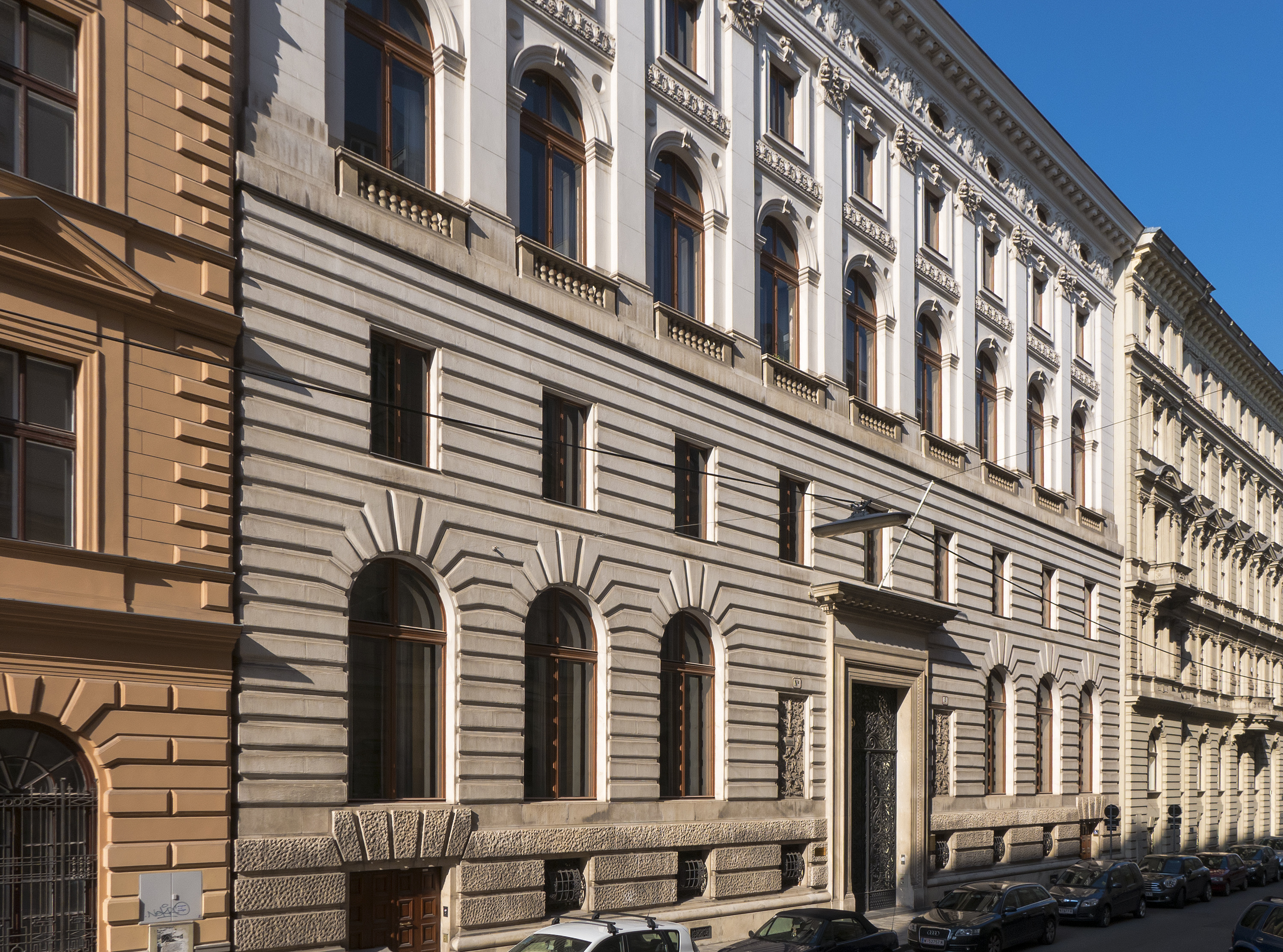
Bank Krajowy w Wiedniu – fasada
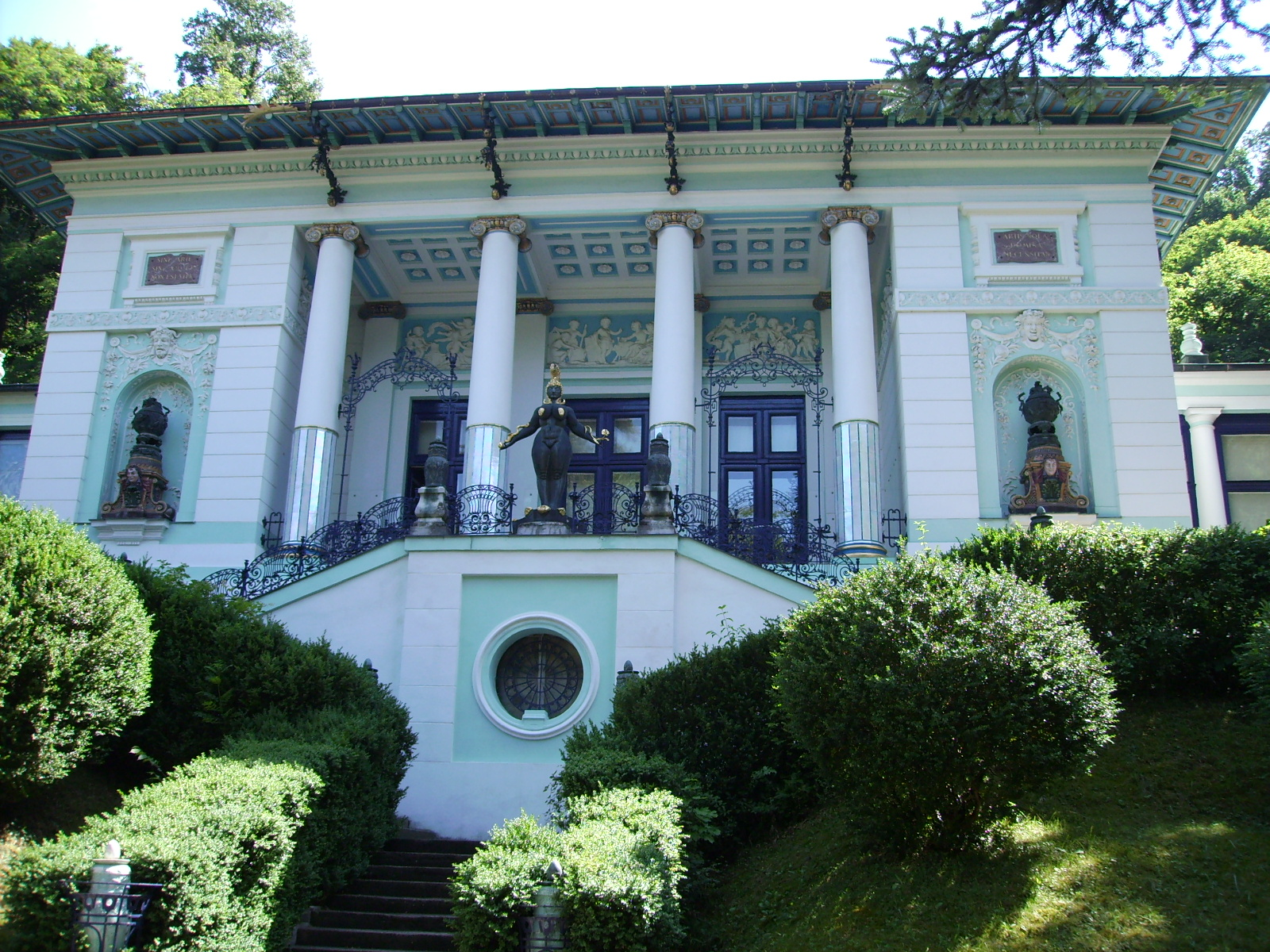
Willa Ottona Wagnera, Wiedeń – Penzing, Hütteldorfer Straße 26
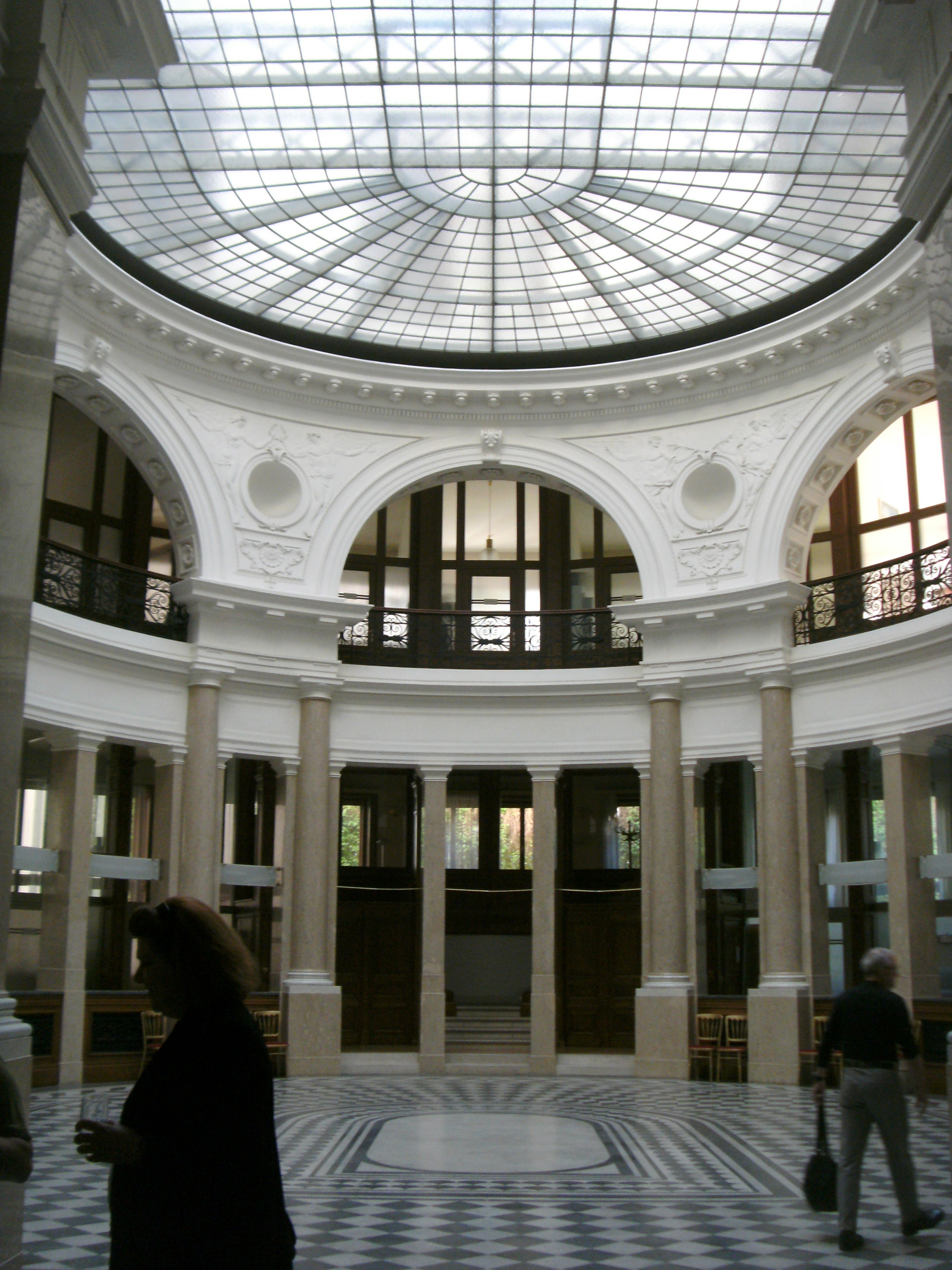
Bank Krajowy w Wiedniu – sala kasowa
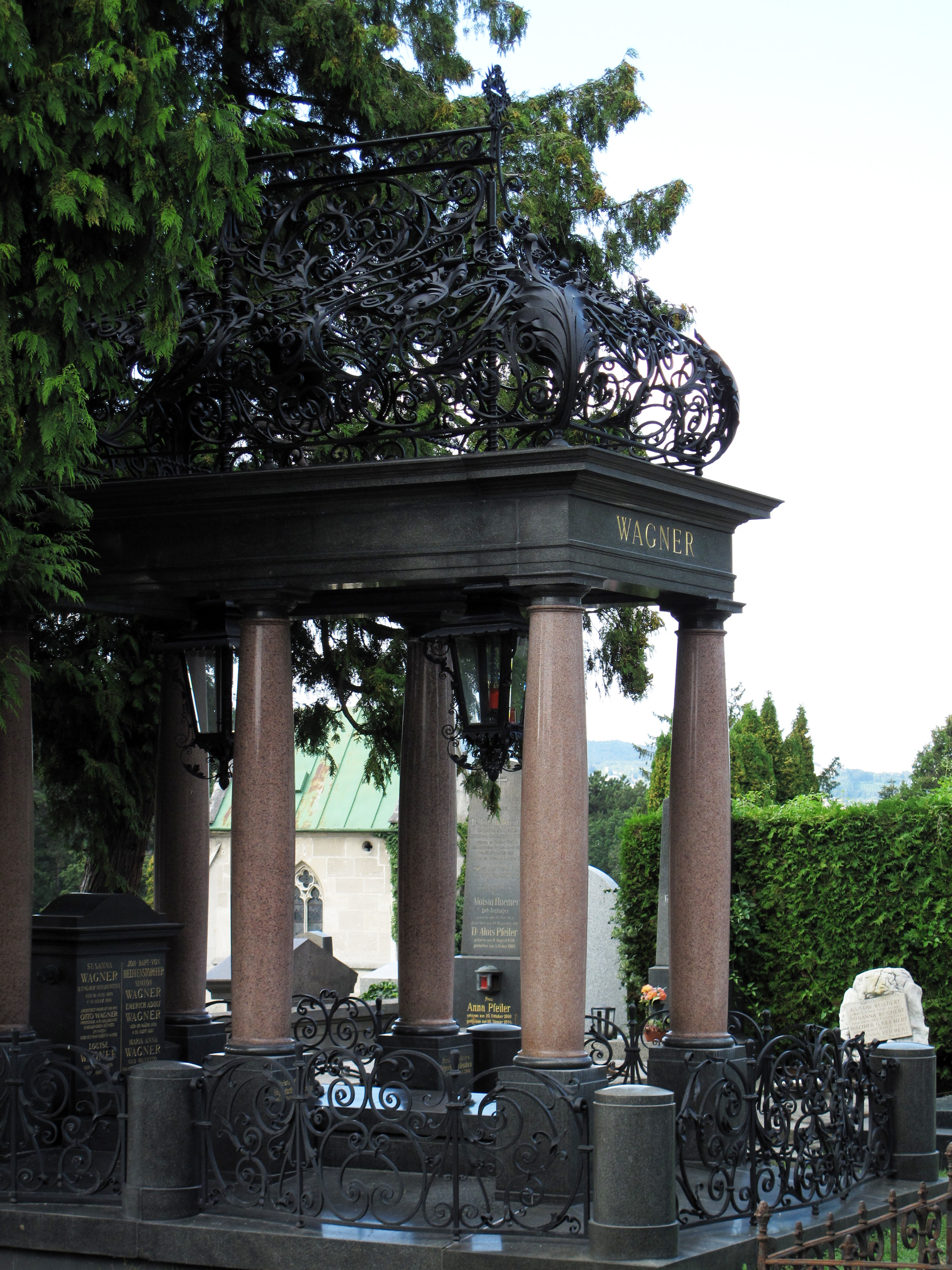
Grobowiec rodziny Wagnerów

okres modernizmu
- plan generalny modernizacji Wiednia (Plan zur Regulierung in Wien), (1893)
- estakady i pawilony stacji kolei miejskiej w Wiedniu, (architektonische Ausgestaltung der Hochbauten und Brücken der Wiener Stadtbahn), (1894-1901)
- nadbrzeża kanału i kanał Dunaj (Kaianlagen am Donaukanal) – w tym system śluz Nußdorf oraz stopień Schützenhaus pod Kaiserbadem, (1898-1908)
- Dom Majolikowy (Majolikahaus) w Wiedniu, 1898-1899
- Pocztowa Kasa Oszczędnościowa (Postsparkassa) w Wiedniu, Georg Coch-Platz 2 (1903-1906, 1910)
- druga własna willa (Willa Wagner II) w Wiedniu, Hüttelbergstraße 28 (1905 i 1912-1913)
- plan szpitala psychiatrycznego (Psychiatrischen Krankenanstalt) wraz z kościołem św. Leopolda w Steinhof (Kirche St.Leopold), Wiedeń (1902-1907)
- pawilon w szpitalu Wilhelminy (Wilhelminenspital), Wiedeń  Montleartstrasse 37 (1912-1913)
- Szpital wojenny dla żołnierzy w klasztorze w Hütteldorfer (1914-1915)

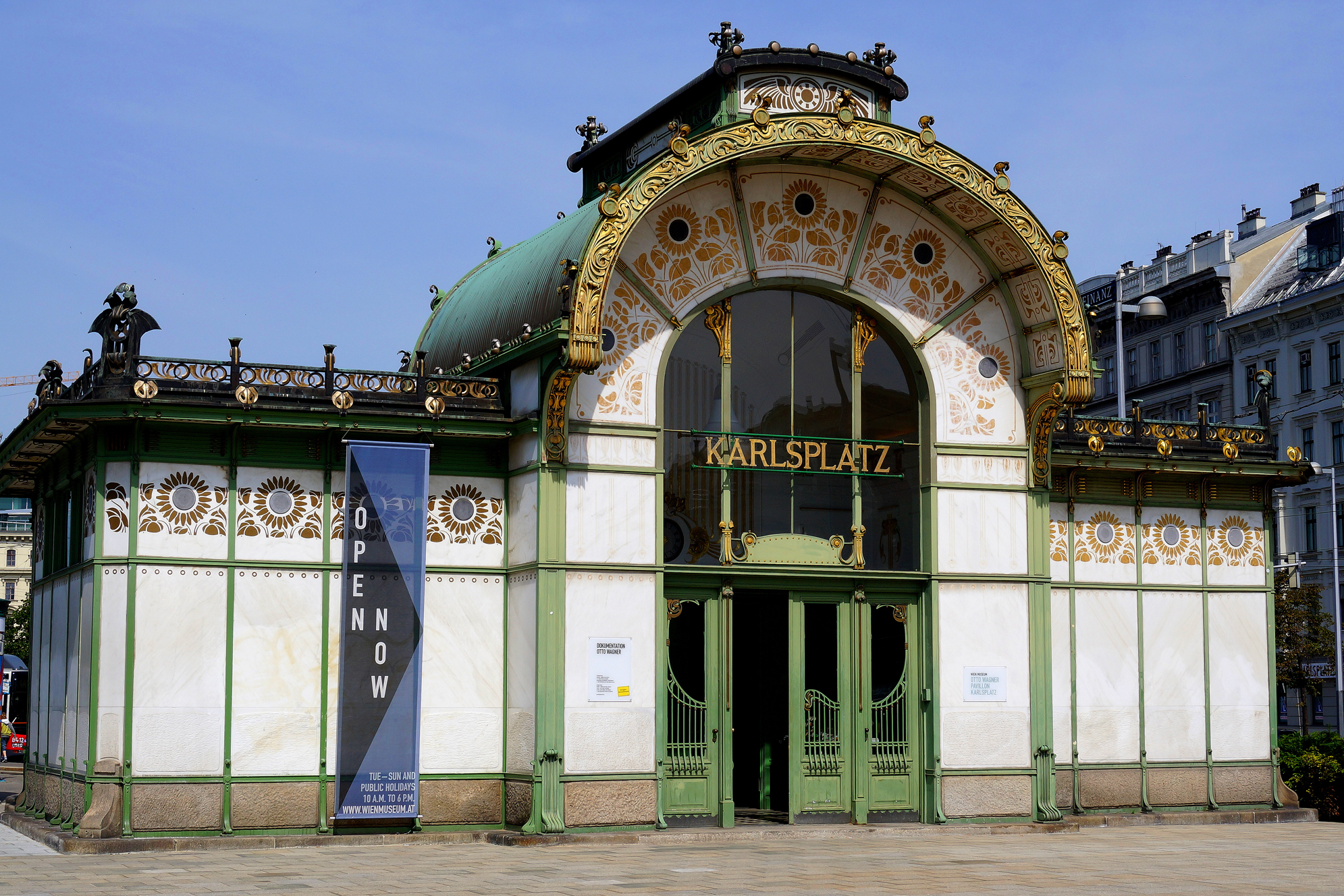
Kolejka miejska w Wiedniu – Pawilon stacji przy Karlsplatz, widok ogólny
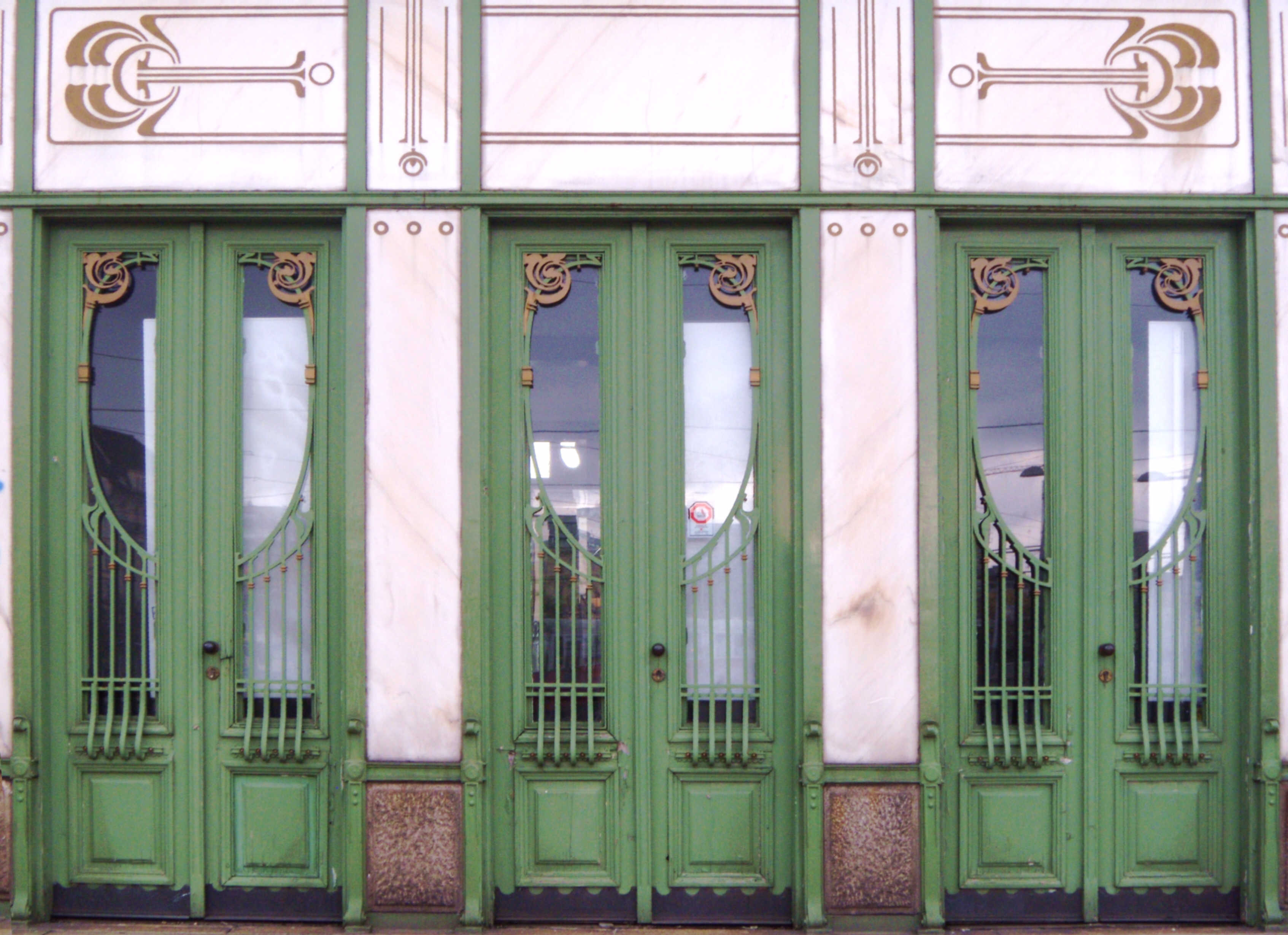
Kolejka miejska w Wiedniu – Pawilon stacji przy Karlsplatz, drzwi wejściowe
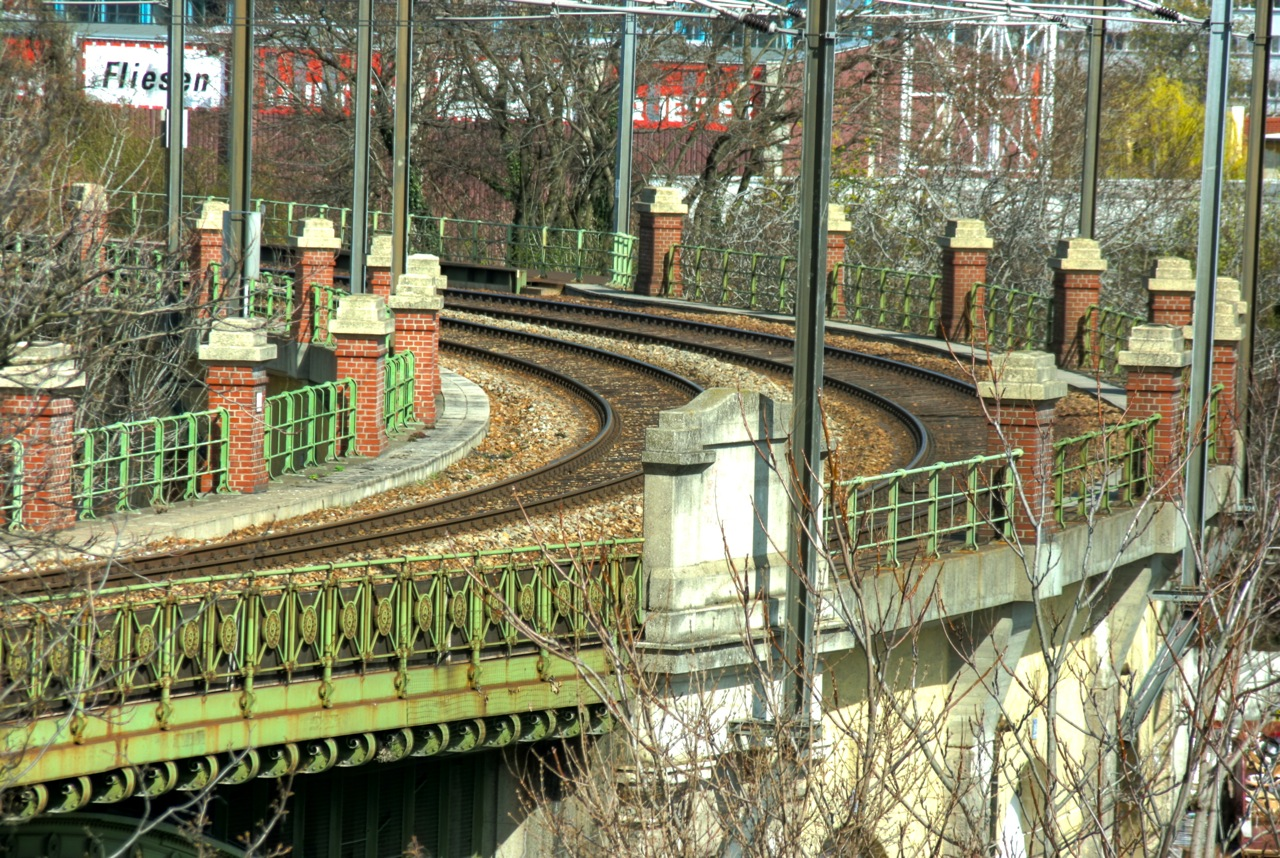
Kolejka miejska w Wiedniu – wiadukt Heiligenstadt
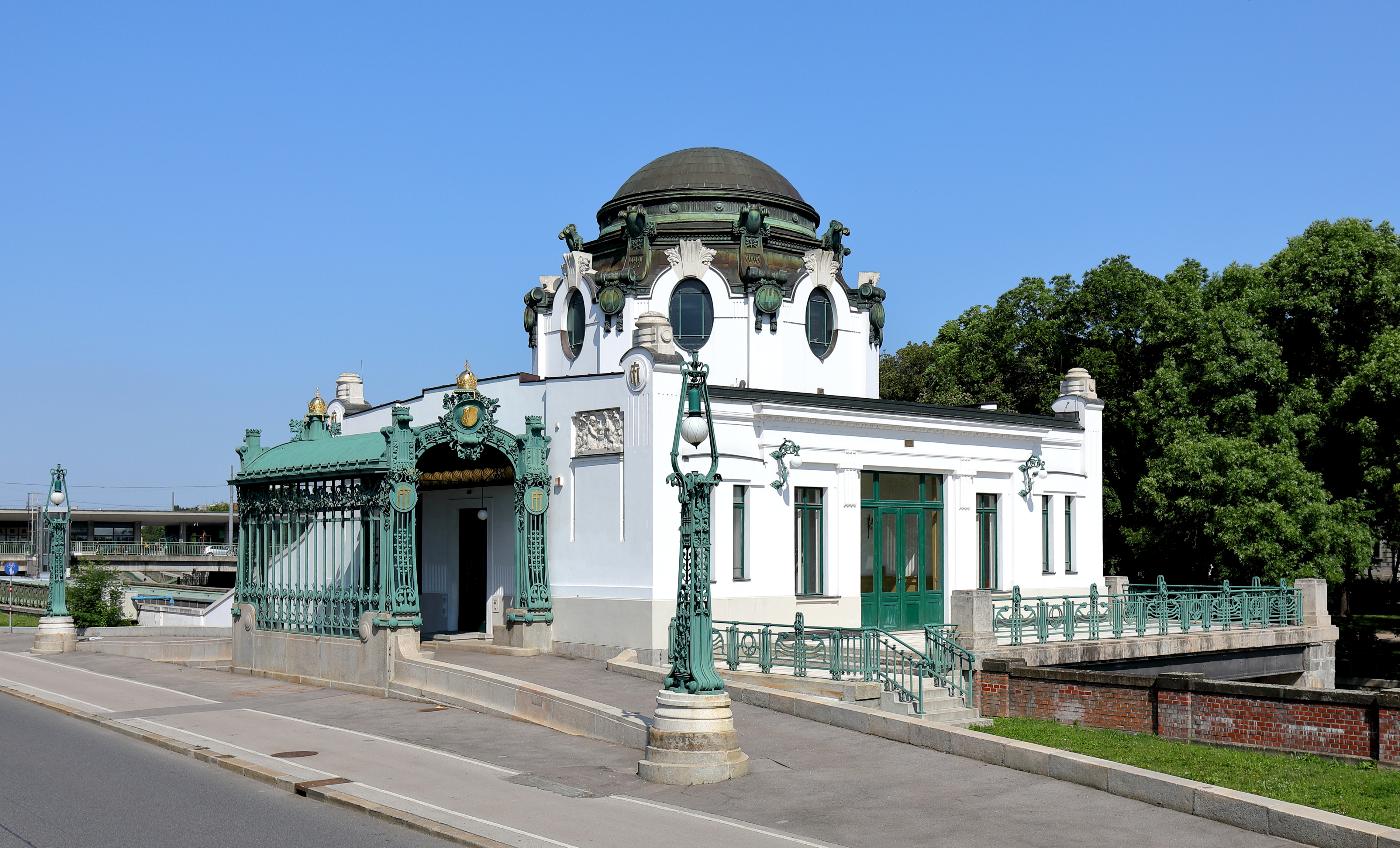
Kolejka miejska w Wiedniu – Pawilon stacji Hietzing, widok ogólny
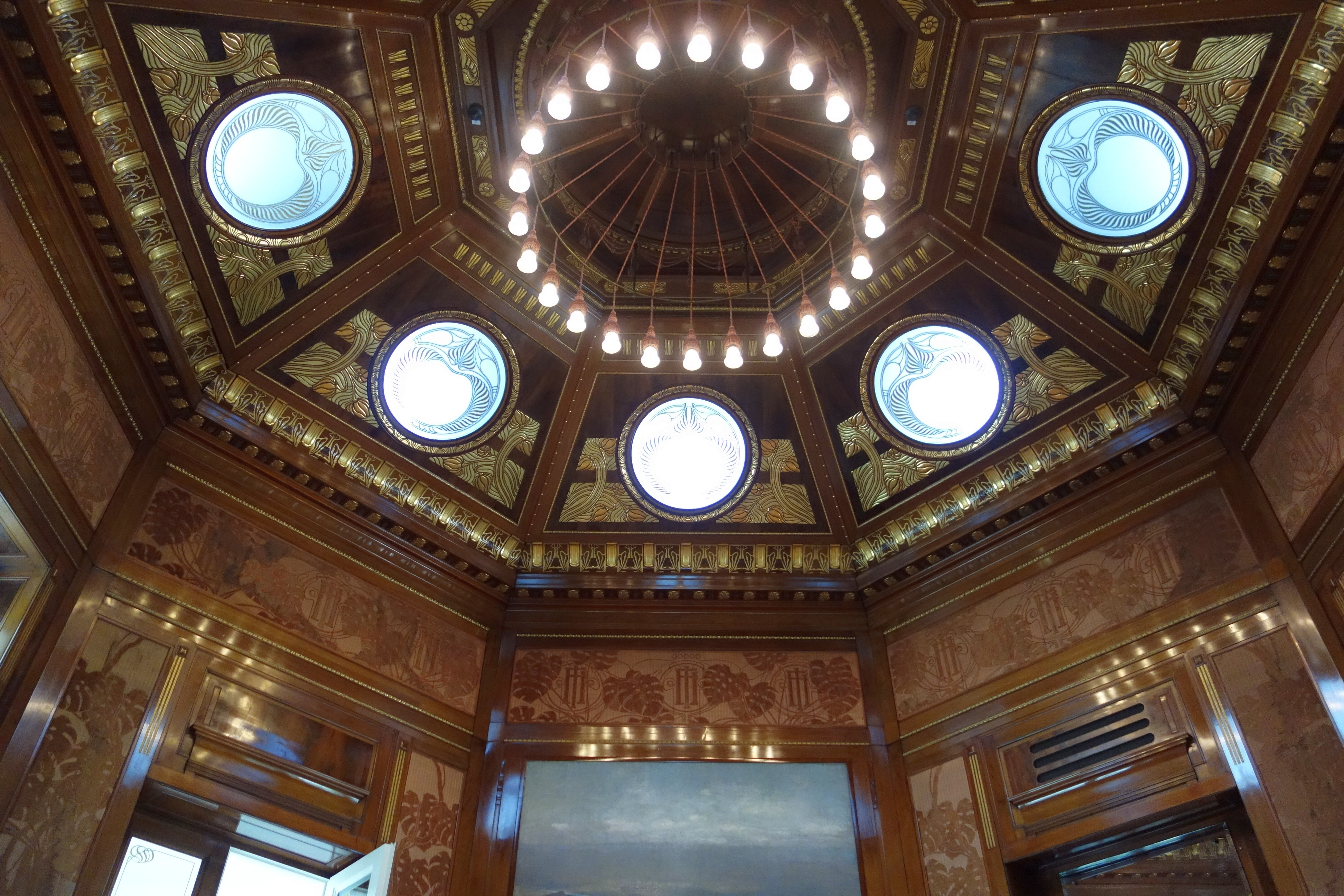
Kolejka miejska w Wiedniu – Pawilon stacji Hietzing, widok kopuły od wewnątrz
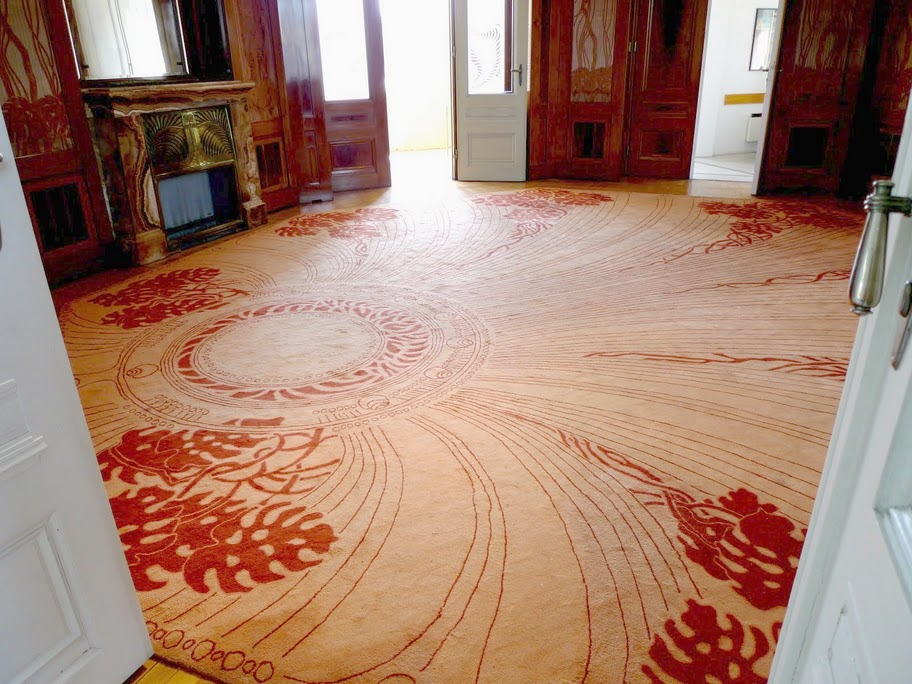
Kolejka miejska w Wiedniu – Pawilon stacji Hietzing, widok posadzki
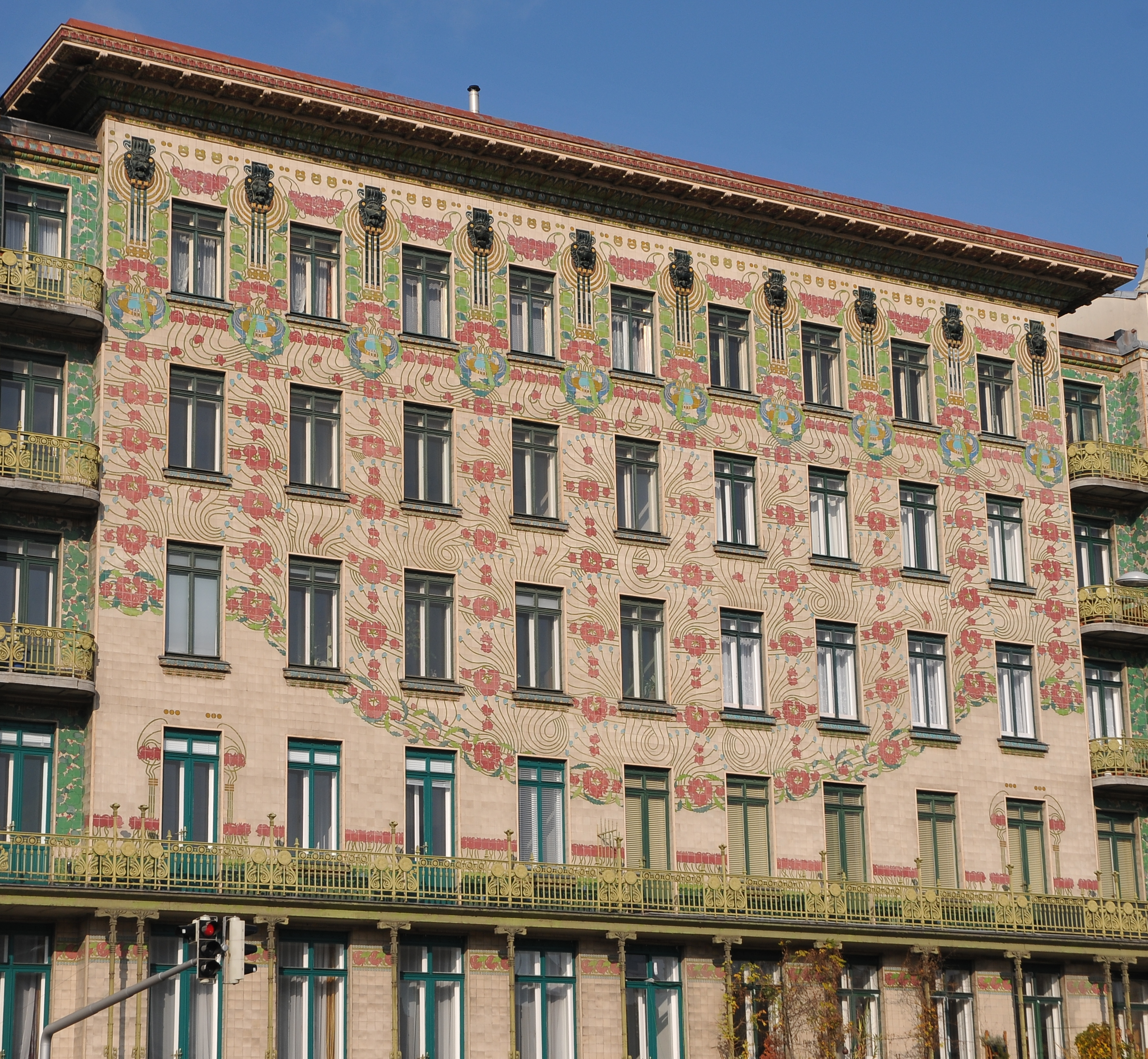
Dom Majolikowy w Wiedniu, ul. Wienzeile 40
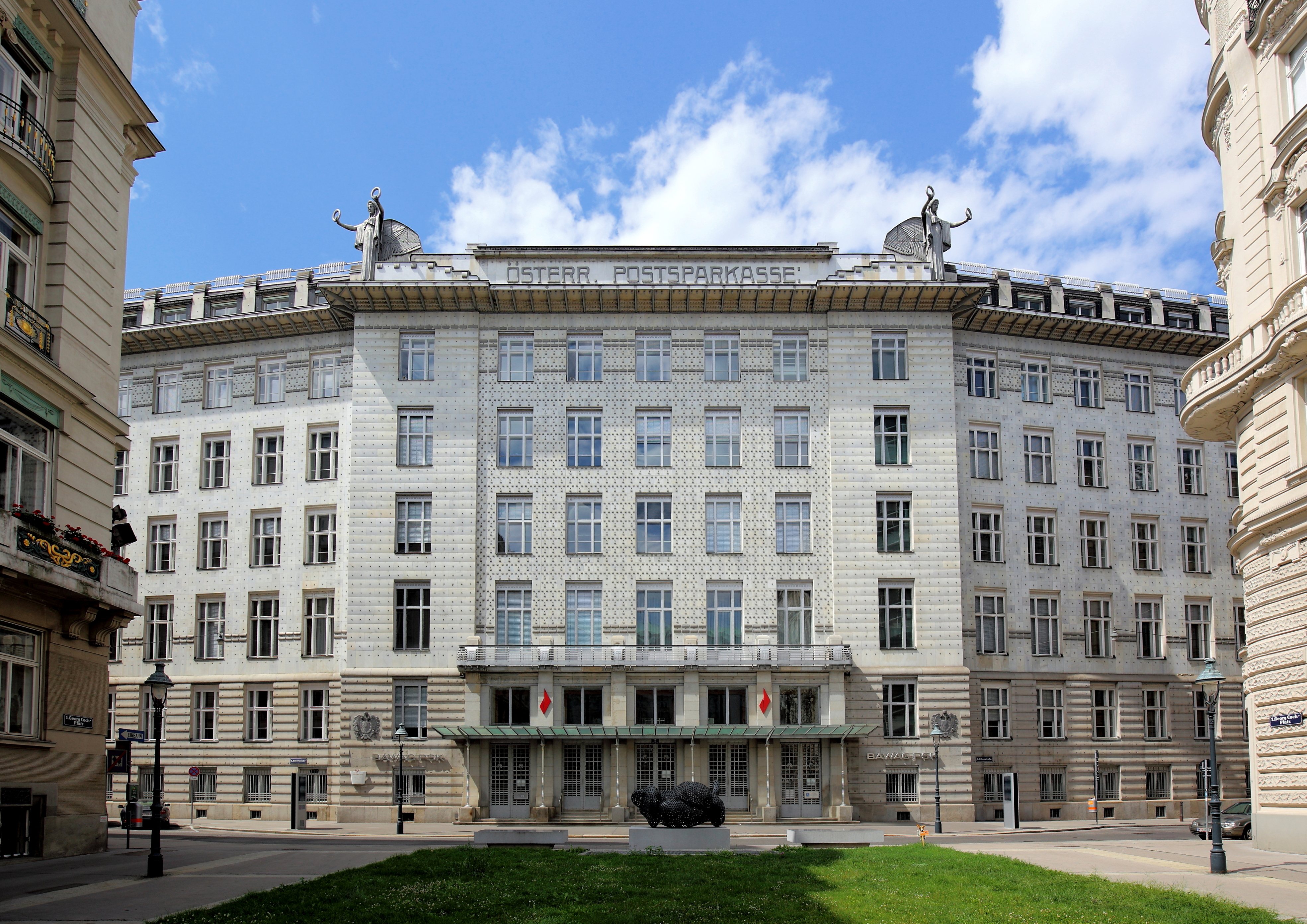
Austriacka Kasa Pocztowa w Wiedniu, Georg-Coch-Platz
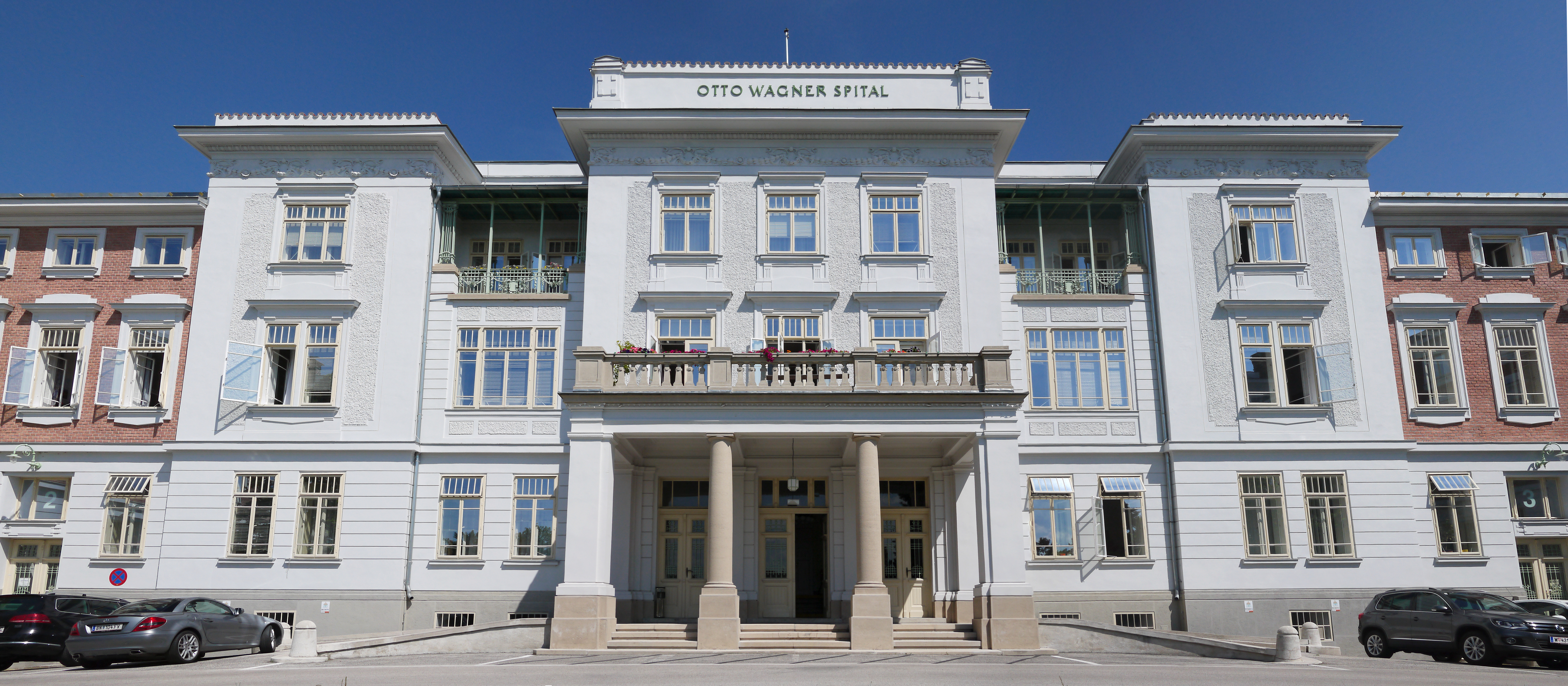
Szpital psychiatryczny w Steinhof, Wiedeń
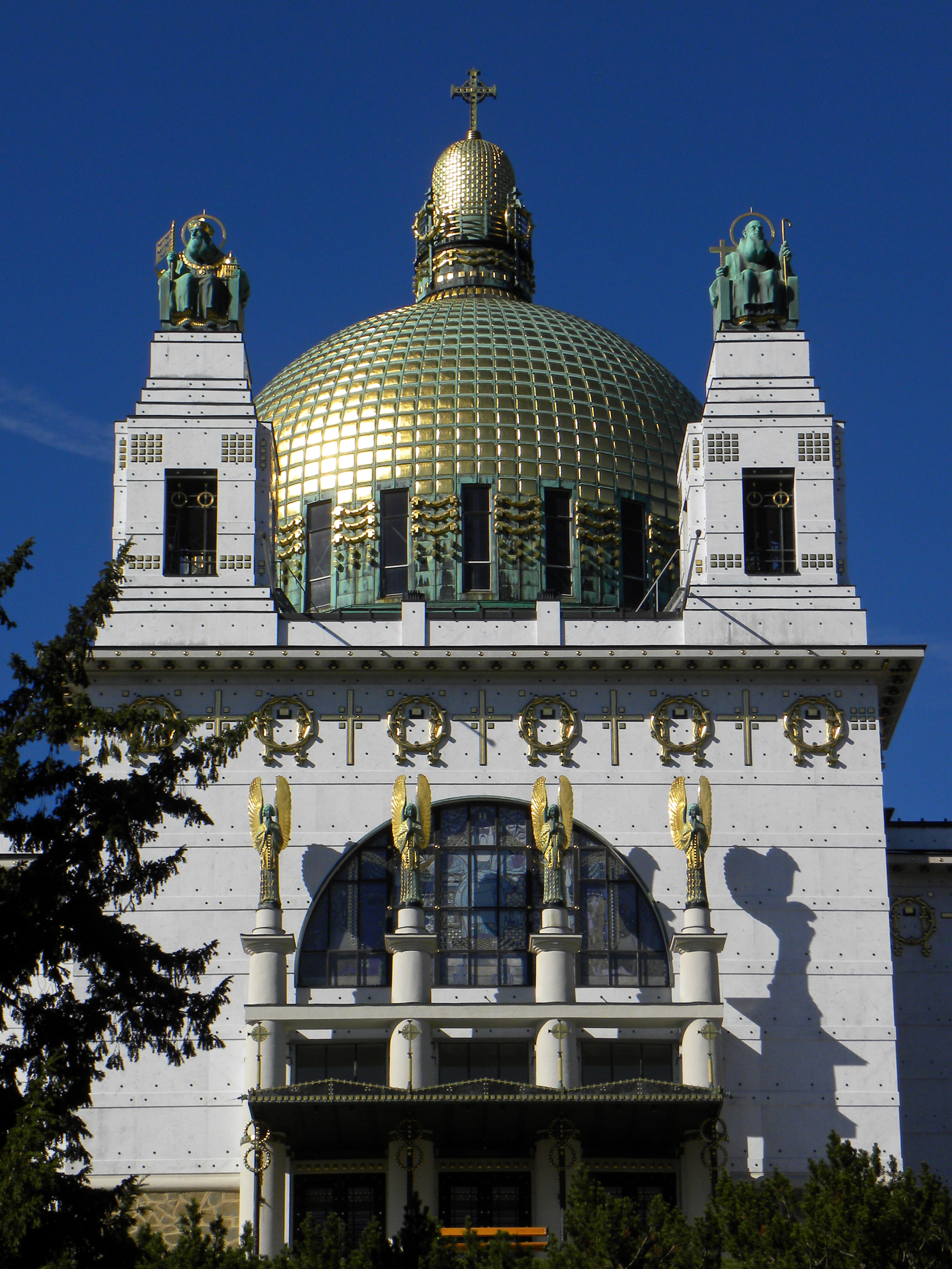
Kościół św. Leopolda w kompleksie szpitalnym Steinhof
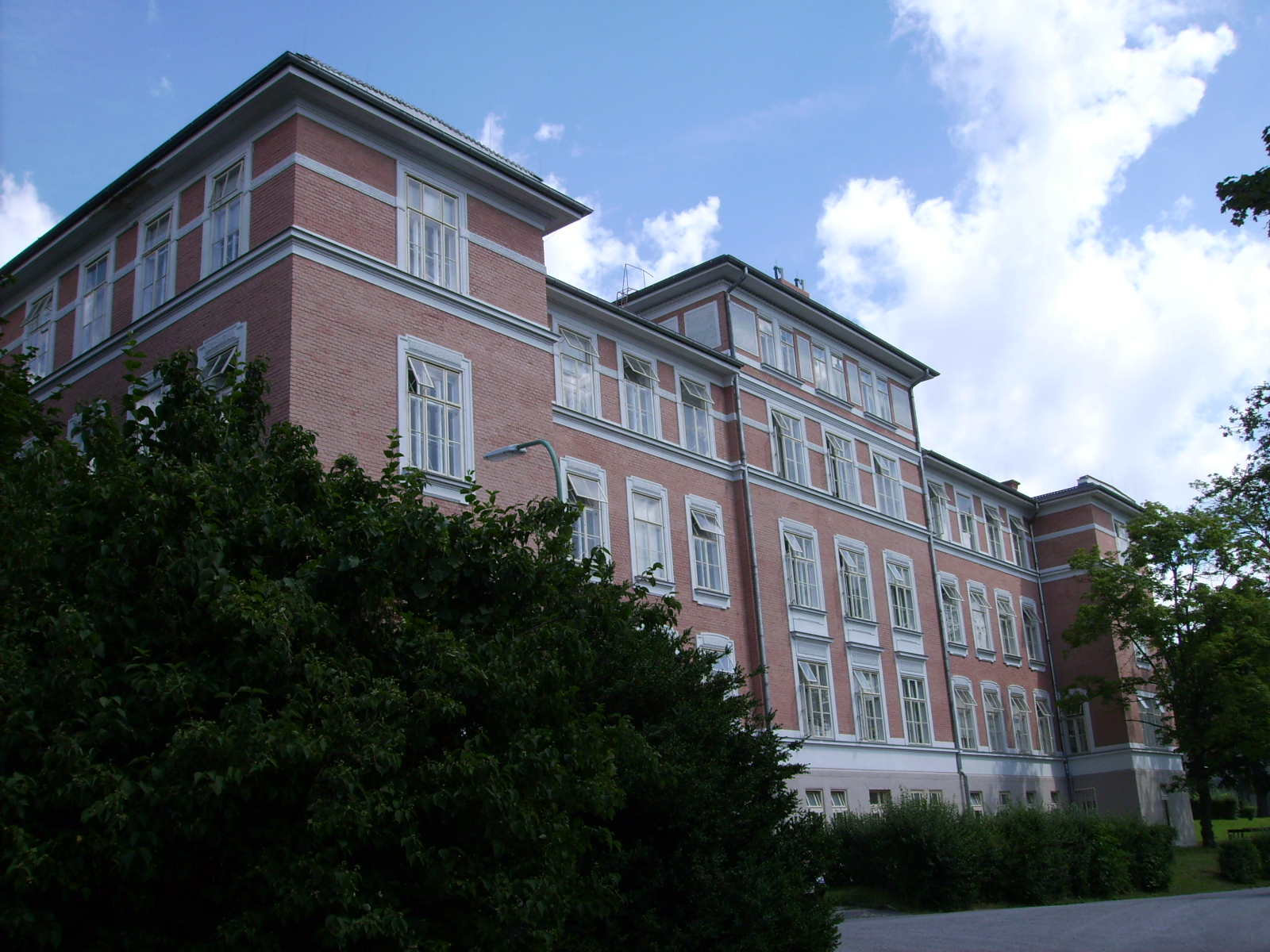
Pawilon w kompleksie szpitalnym w Steinhof
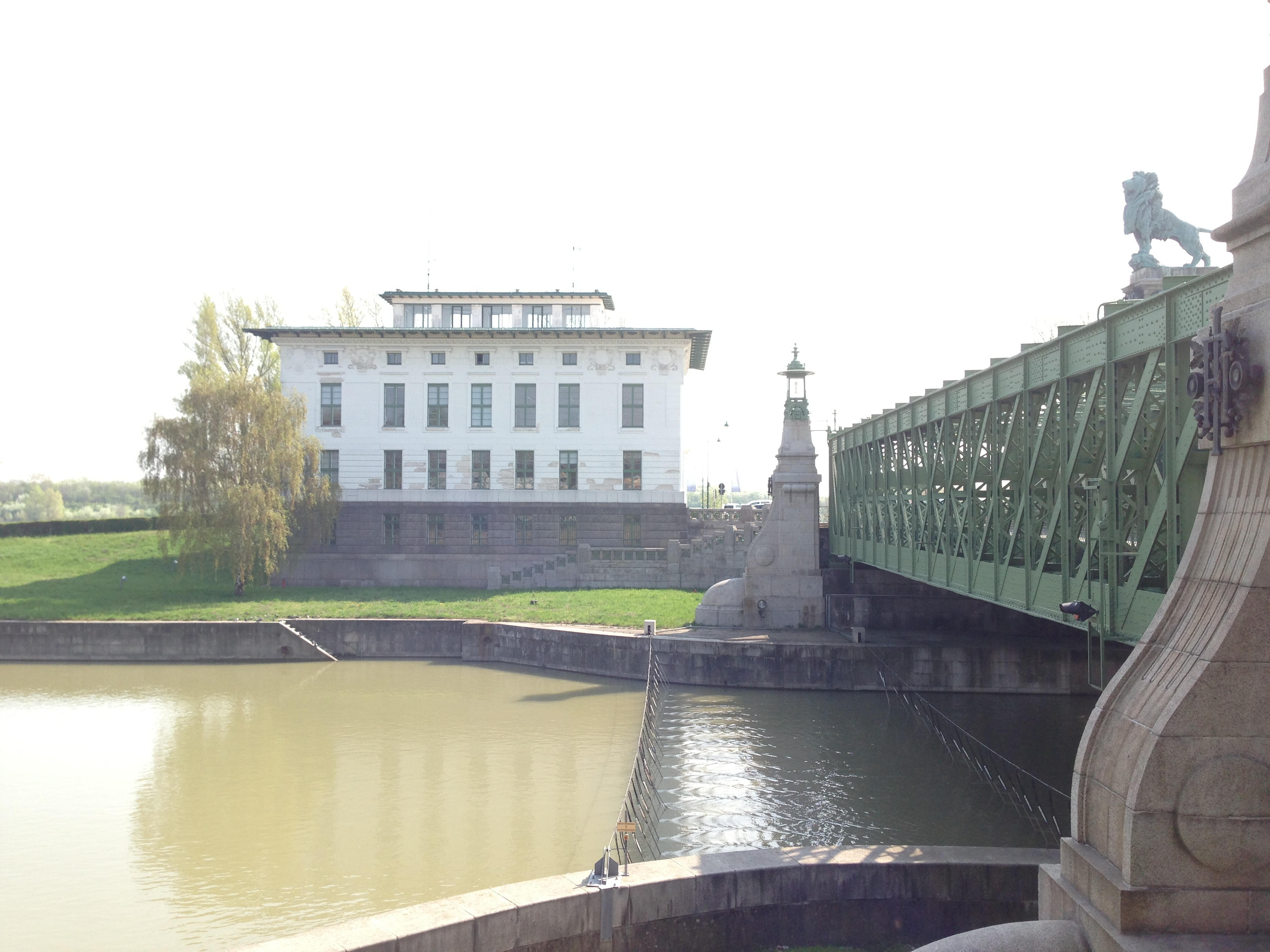
Śluza Nussdorf na kanale Dunaj
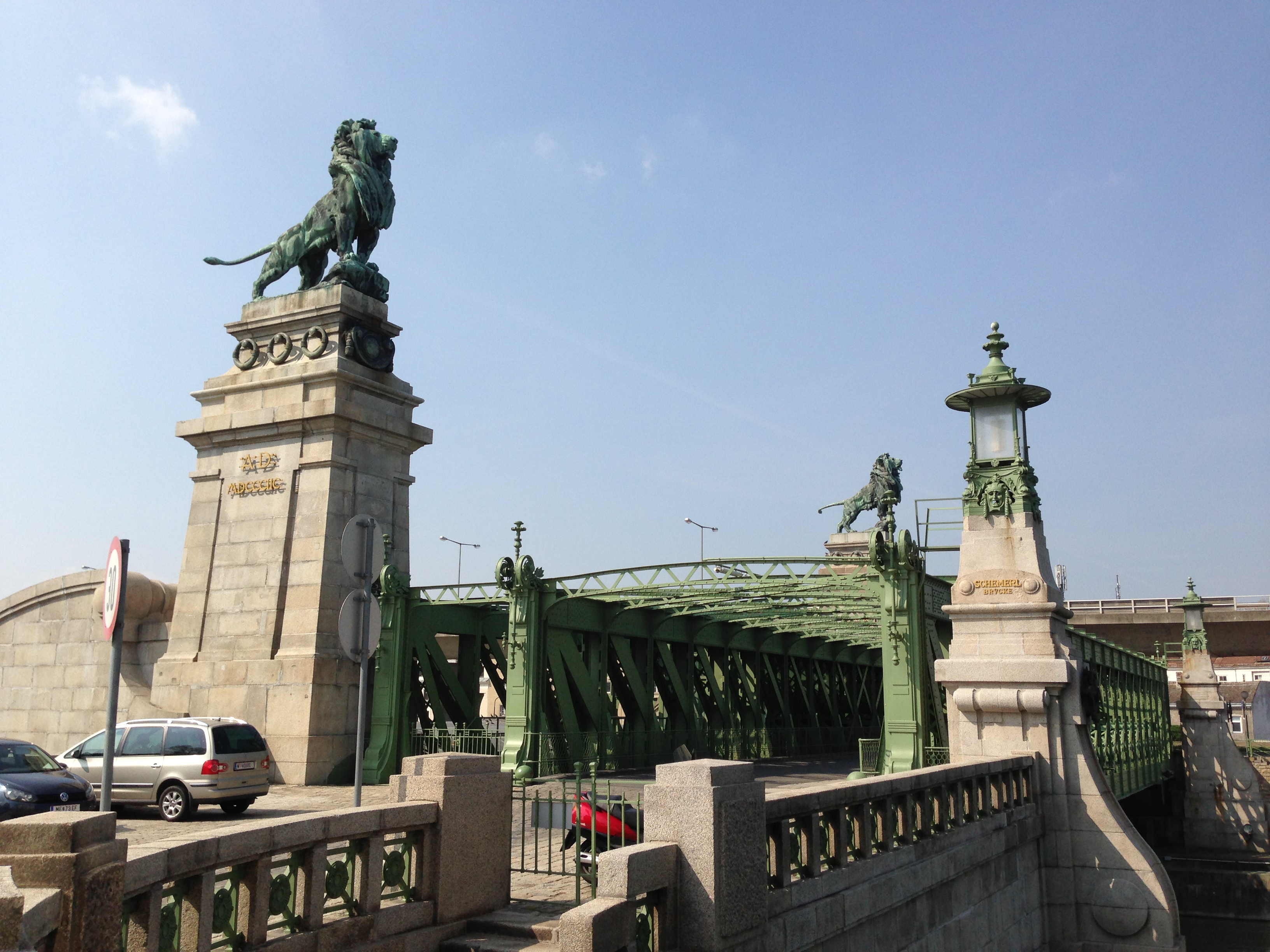
Śluza Nussdorf na kanale Dunaj
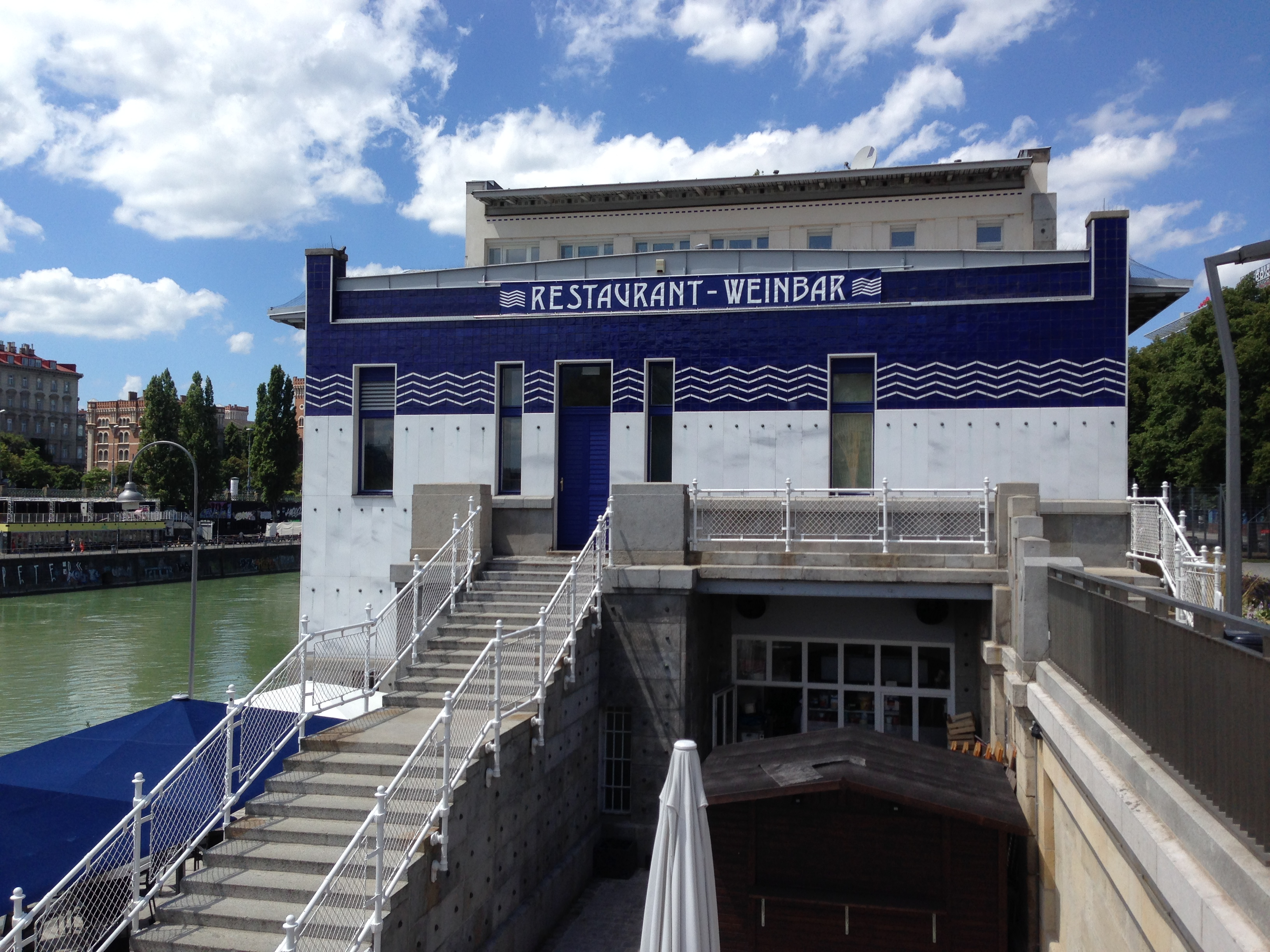
Restauracja nad kanałem Dunaju
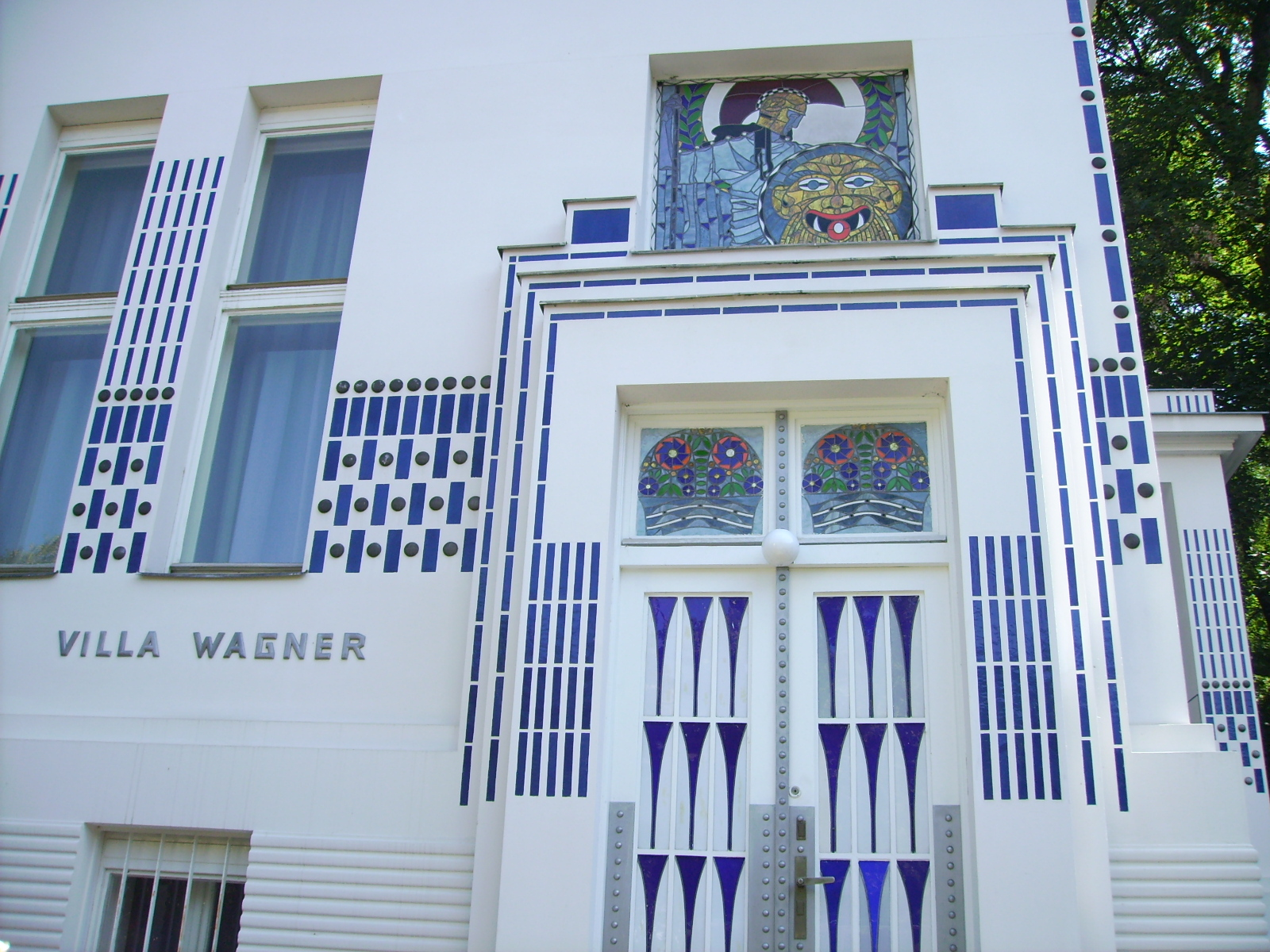
Willa Otto Wagnera, Wiedeń – Penzing, Hüttelbergstraße 14

### Dorobek piśmienniczy (wybór)
- Promemoria, Wien 1876
- Erläuterungsbericht zum Entwurfe für den General-Regulierungsplan für Wien, Wien 1893
- Moderne Architektur, Wien 1895 (kolejne wydania 1898, 1902, 1913)
- Denkschrift über die Reorganisation der Kunstschulen u. der Kunstpflege, Wien 1904
- Zur Kunstförderung, Wien 1909
- Die Großstadt, eine Studie über diese, Wien 1911
- Die Qualitat des Baukünstlers, Wien 1912

## Odznaczenia i wyróżnienia
Odznaczony: rosyjskim krzyżem kawalerskim 2 klasy orderu św. Stanisława (1873), serbskim krzyżem komandorskim orderu Krzyża Takowego (1885), austriackimi: – orderem Korony Żelaznej 3 klasy (1898) i krzyżem komandorskim orderu Franciszka Józefa (1907) oraz francuskim krzyżem oficerskim Legii Honorowej (1901). Członek honorowy:  Société centrale des Architectes Françaises w Paryżu, Cesarskiego Towarzystwa Architektów w Petersburgu,  Société centrale d'Architecture de Belgique w Brukseli, Towarzystwa Architektów w Amsterdamie, Institute of American Architects w Nowym Jorku, Societade des Architects Portugueses w Lizbonie oraz Stowarzyszenia Węgierskich Architektów w Budapeszcie. Od 1879 był honorowym obywatelem miasta Wiednia, a od 1917 doktorem honoris causa Politechniki w Dreźnie. Pełnił także wiele prestiżowych funkcji, m.in. przewodniczącego Międzynarodowego Kongresu Architektów w Wiedniu (1908) i wiceprzewodniczącego Stałego Komitetu Kongresu Sztuk Pięknych w Paryżu (1912).

## Rodzina i życie prywatne
Był synem urzędnika i prawnika, notariusza kancelarii węgierskiej w Wiedniu Rudolfa Simeona Wagnera i Susanne z domu Huber. Wcześnie osierocony przez ojca – który zmarł na chorobę płuc gdy syn miał pięć lat. Początkowo związany z Anną z domu Paupie (1840–1912) z którą miał dwóch synów: architekta Otto Emmericha (1864–1945) i przedsiębiorcę Roberta Kolomana (1865–1954). Ożenił się dwukrotnie, pierwszy raz w 1868 z Josefine Domhart (1847–1889), z którą miał córki Susanne z męża Wallisch (1868–1937) i Margarete (1869-1880), następnie w 1884 z Louise z domu Stiffel (1855–1915) z którą z kolei miał syna Stefana (1884–1945) i córki Louise z męża Watzlawik (1885–1976) i Christine z męża Lüttgendorf (1889–1970).